# 桐生球場前站

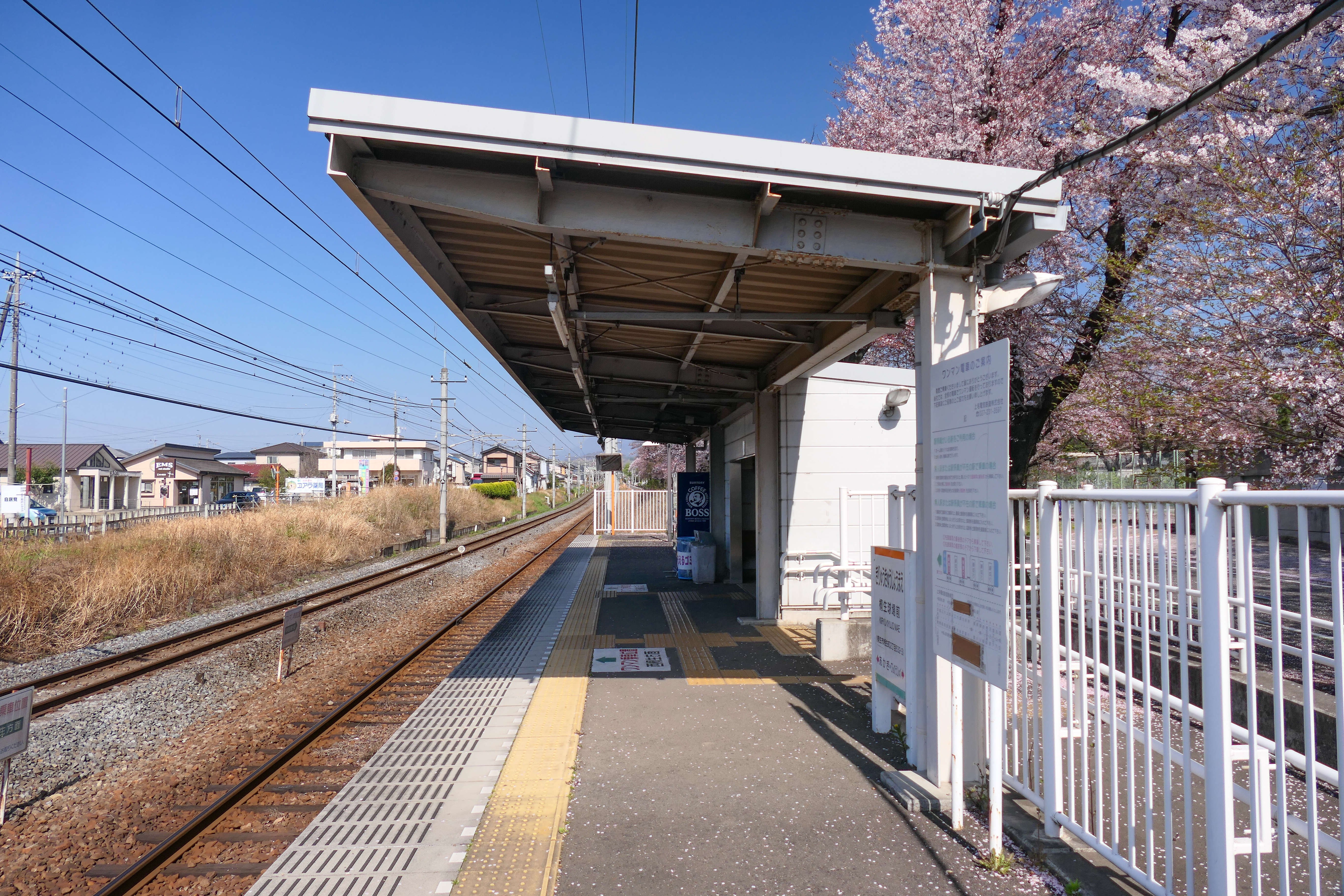
候車室與月台（2023年4月）

桐生球場前站（日语：／ Kiryū-kyūjō-mae eki */?）是位於群馬縣桐生市相生町，屬於上毛電氣鐵道的上毛線車站。此站至赤城站之間與東武桐生線並行，但桐生線沒有在此處設站。

## 歷史
此站是上毛線內最新車站。
- 2006年（平成18年）10月1日 - 車站啟用。

## 車站構造
此站是地面車站和無人車站，並設有1面1線的單式月台。月台上設有上候車室和上蓋。

## 使用狀況
以下為近年使用狀況數據。
| 上下車人次變化     | 上下車人次變化 |
| 年度               | 1日平均人次    |
| ------------------ | -------------- |
| 2009年（平成21年） | 131            |
| 2010年（平成22年） | 136            |
| 2011年（平成23年） | 141            |
| 2012年（平成24年） | 145            |
| 2013年（平成25年） | 155            |
| 2014年（平成26年） | 145            |
| 2015年（平成27年） | 149            |
| 2016年（平成28年） | 156            |
| 2017年（平成29年） | 157            |
| 2018年（平成30年） | 144            |
| 2019年（令和元年） | 127            |

## 車站周邊

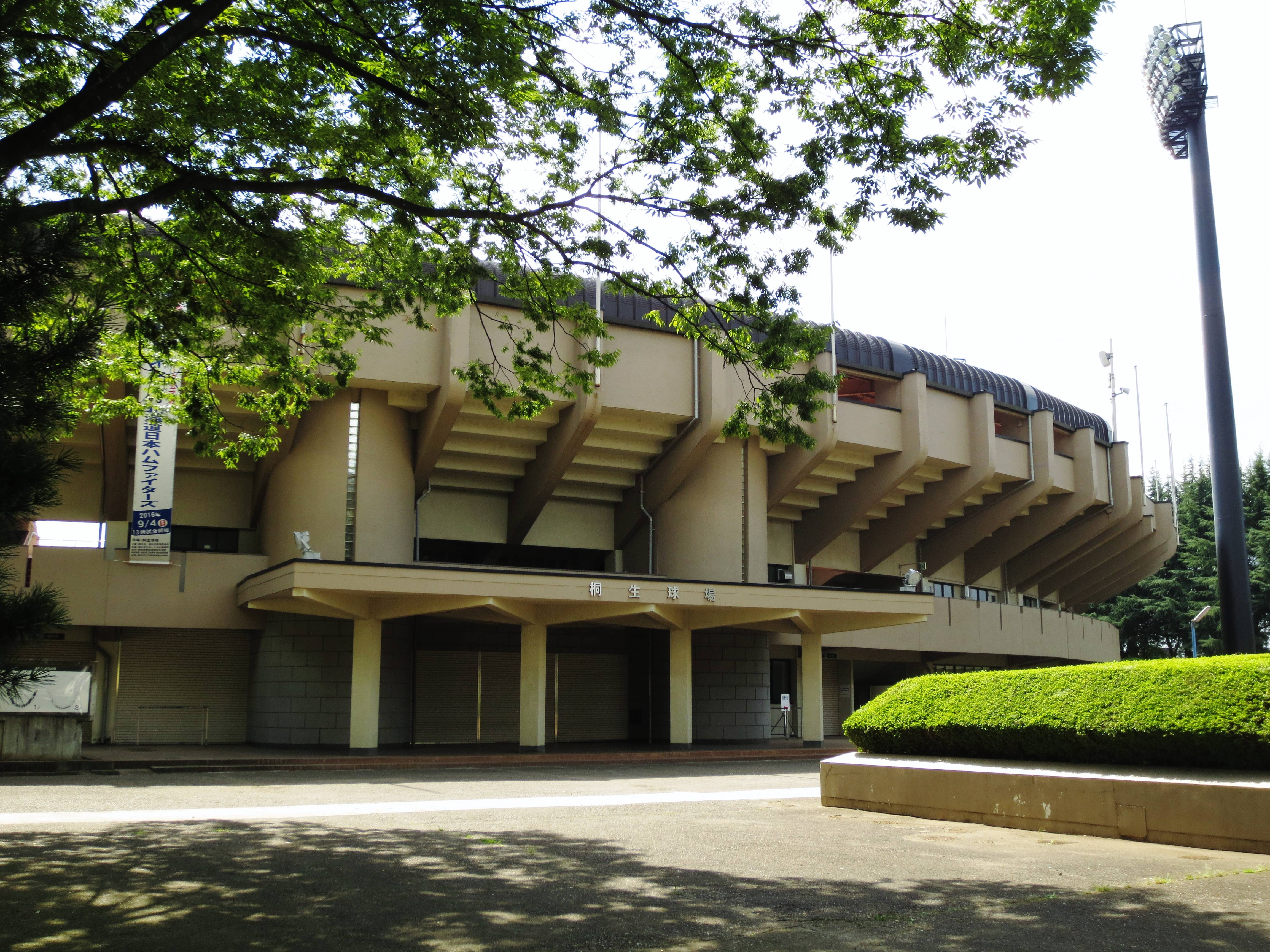
桐生球場

車站東邊為桐生市運動公園，在公園另一方設有渡良瀨溪谷鐵道的運動公園站。車站西邊較多住宅。
- 桐生市運動公園（日语：桐生市運動公園）
  - 桐生球場（日语：桐生球場）
  - 桐生市民體育館
- 桐生市營渡良瀨團地
- 群馬縣立桐生西高等學校（日语：群馬県立桐生西高等学校）

## 巴士路線
| 乘車處 | 系統             | 主要途經                         | 目的地       | 巴士公司 | 備註 |
| ------ | ---------------- | -------------------------------- | ------------ | -------- | ---- |
|        | 相生線（左循環） | 櫻花商場東、相老站入口、厚生醫院 | 桐生站北出口 | 織姬巴士 |      |
|        | 相生線（右循環） | 桐生西高校前、相老站、厚生醫院   | 桐生站北出口 | 織姬巴士 |      |

## 相鄰車站
上毛電氣鐵道
上毛線
赤城－桐生球場前－天王宿

## 注腳
1. ↑  市内鉄道の年間乗降客数 （页面存档备份，存于） - 桐生市

## 外部連結
- 上毛電氣鐵道　沿線資訊 （页面存档备份，存于）（日語）